# Acolyte
Acolyte è il primo album in studio del gruppo alternative dance inglese Delphic, pubblicato nel 2010.

## Tracce
1. Clarion Call – 2:56
2. Doubt – 4:06
3. This Momentary – 4:35
4. Red Lights – 6:11
5. Acolyte – 8:51
6. Halcyon – 4:43
7. Submission – 5:33
8. Counterpoint – 6:18
9. Ephemera – 1:56
10. Remain – 6:33